# Reg Whitcombe
Reginald Arthur Whitcombe (10 april 1898 – 11 januari 1957) was een golfprofessional uit Engeland. Hij won in 1938 het Brits Open.
Whitcombe gaf de eerste jaren les op de Came Down Golf Club in Dorset. Tijdens de Eerste Wereldoorlog was hij in militaire dienst. Op 1 januari 1928 werd hij pro op de Parkstone Golf Club, waar hij tot het einde van zijn leven les gaf. 
In 1937 werd hij tweede achter Henry Cotton bij het Brits Open op Carnoustie en in 1938 won hij het Open op Royal St George, ondanks zijn slechte 3de en 4de ronde, want door de stormachtige wind had iedereen slechte scores. Whitcombe had een totaalscore van 295 (71-71-75-78), Henry Cotton had 298 en werd tweede.
Samen met zijn oudere broers Ernest en Charles speelde hij in 1935 in de Ryder Cup. 

## Gewonnen
Onder meer:
- 1934: Penfold Tournament
- 1936: Irish Open
- 1938: The Open Championship , News Chronicle Tournament
- 1946: Lotus Tournament
- 1947: Penfold Tournament (tie met Dai Rees en Norman Von Nida)